# Consejo de Transparencia y Buen Gobierno
El Consejo de Transparencia y Buen Gobierno (CTBG) es un organismo público español independiente que se encarga de velar por la transparencia de la actividad pública y garantizar el derecho de acceso a la información pública que tienen los ciudadanos. A fecha de 31 de diciembre de 2024, el Consejo de Transparencia y Buen Gobierno contaba con una plantilla de 32 personas.
De conformidad con la Ley 19/2013, de 9 de diciembre, de Transparencia, Acceso a la Información Pública y Buen Gobierno, y una vez aprobado su Estatuto, el Consejo de la Transparencia se constituyó formalmente el 12 de diciembre de 2014.

## Historia
La historia del Consejo de Transparencia se inició el 12 de diciembre de 2014 con el nombramiento de su primera presidenta en la persona de Esther Arizmendi. Nombrada por un período de cinco años, hubo de hacer frente a una verdadera tormenta política por la salida a la luz de múltiples casos de corrupción. Sin embargo, Arizmendi falleció en noviembre de 2017, antes de poder acabar su mandato. El equipo de dirección y su número de empleados se fue perfilando durante los primeros meses de 2015.
Tras el fallecimiento de la presidenta, el subdirector general de Transparencia y Buen Gobierno, Javier Amorós Dorda, asumió el cargo de forma interina hasta octubre de 2020, cuando el gobierno designó a José Luis Rodríguez Álvarez como el segundo presidente.
En 2024 se actualizó el Estatuto del CTBG, que estructuró el organismo mediante la Comisión de Transparencia y Buen Gobierno, formada por siete vocales, y la Presidencia del Consejo, que lo es a la vez de la Comisión. Asimismo, de la presidencia depende la Subdirección General de Transparencia y Buen Gobierno, las subdirecciones generales de Reclamaciones de ámbito estatal y de Reclamaciones de Comunidades Autónomas y Entidades Locales —que hasta entonces eran una sola—, la Secretaría General —que sustituye a la unidad de apoyo— y un gabinete, como órgano de apoyo y asistencia inmediata a la presidencia.

## Funciones
Son funciones del Consejo:
- Adoptar recomendaciones para el mejor cumplimiento de las obligaciones contenidas en la Ley 19/2013, de 9 de diciembre.
- Asesorar en materia de transparencia y acceso a la información pública y buen gobierno.
- Informar preceptivamente los proyectos normativos de carácter estatal que desarrollen la Ley 19/2013, de 9 de diciembre, o que estén relacionados con su objeto.
- Evaluar el grado de aplicación de la Ley 19/2013, de 9 de diciembre.
- Promover la elaboración de borradores de recomendaciones y de directrices y normas de desarrollo de buenas prácticas en materia de transparencia y acceso a la información pública.
- Promover y realizar actividades de formación y sensibilización para un mejor conocimiento de las materias reguladas por la Ley 19/2013, de 9 de diciembre.
- Colaborar, en las materias que le son propias, con órganos de naturaleza análoga.
- Aquellas otras que le sean atribuidas por una norma de rango legal o reglamentario.

## Organización

### Presidencia
La Presidencia del Consejo de Transparencia y Buen Gobierno, que tiene rango de subsecretario, es nombrado por  real decreto del Consejo de Ministros, a propuesta del titular del ministerio competente en función pública, entre personas de reconocido prestigio y competencia profesional, previa comparecencia de la persona propuesta para el cargo ante la Comisión correspondiente del Congreso de los Diputados. El Congreso, a través de la Comisión competente y por acuerdo adoptado por mayoría absoluta, deberá refrendar el nombramiento del candidato propuesto en el plazo de un mes natural desde la recepción de la correspondiente comunicación. Su mandato es de cinco años, improrrogable.
Desde 2014, estos han sido los presidentes:
- Esther Arizmendi (2014-2017)
- Javier Amorós Dorda (2017-2020). Interino.
- José Luis Rodríguez Álvarez (2020-presente)[8]

### Comisión
La Comisión de Transparencia y Buen Gobierno es el órgano colectivo de gobierno del CTBG, que tiene encomendada la tarea de asesorar en materia de transparencia, acceso a la información pública y buen gobierno e informar sobre estas materias, así como otras en materia de sensibilización, apoyo a la presidencia y gobierno interior del organismo.
La Comisión, encabezada por el titular de la presidencia, está formada por otros siete vocales, con un mandato de cinco años prorrogables una vez, que son nombrados a propuesta de los siguientes organismos:
- El Congreso de los Diputados, que propondrá a un diputado.
- El Senado, que propondrá a un senador.
- El Tribunal de Cuentas, que propondrá a un consejero del Tribunal.
- El Defensor del Pueblo, que propondrá a un representante.
- La Agencia Española de Protección de Datos, que propondrá a un representante.
- El Ministerio para la Transformación Digital y de la Función Pública, que propondrá a un representante de la Secretaría de Estado de Función Pública.
- La Autoridad Independiente de Responsabilidad Fiscal, que propondrá a un representante.

### Subdirecciones generales
Dependen de la presidencia los siguientes órganos, con nivel orgánico de Subdireccion General:
- La Subdirección General de Transparencia y Buen Gobierno.
- La Subdirección General de Reclamaciones de ámbito estatal.
- La Subdirección General de Reclamaciones de Comunidades Autónomas y Entidades Locales.
- La Secretaría General.
- Un Gabinete, como órgano de apoyo y asistencia inmediata.